# Gesundheits-Ingenieur

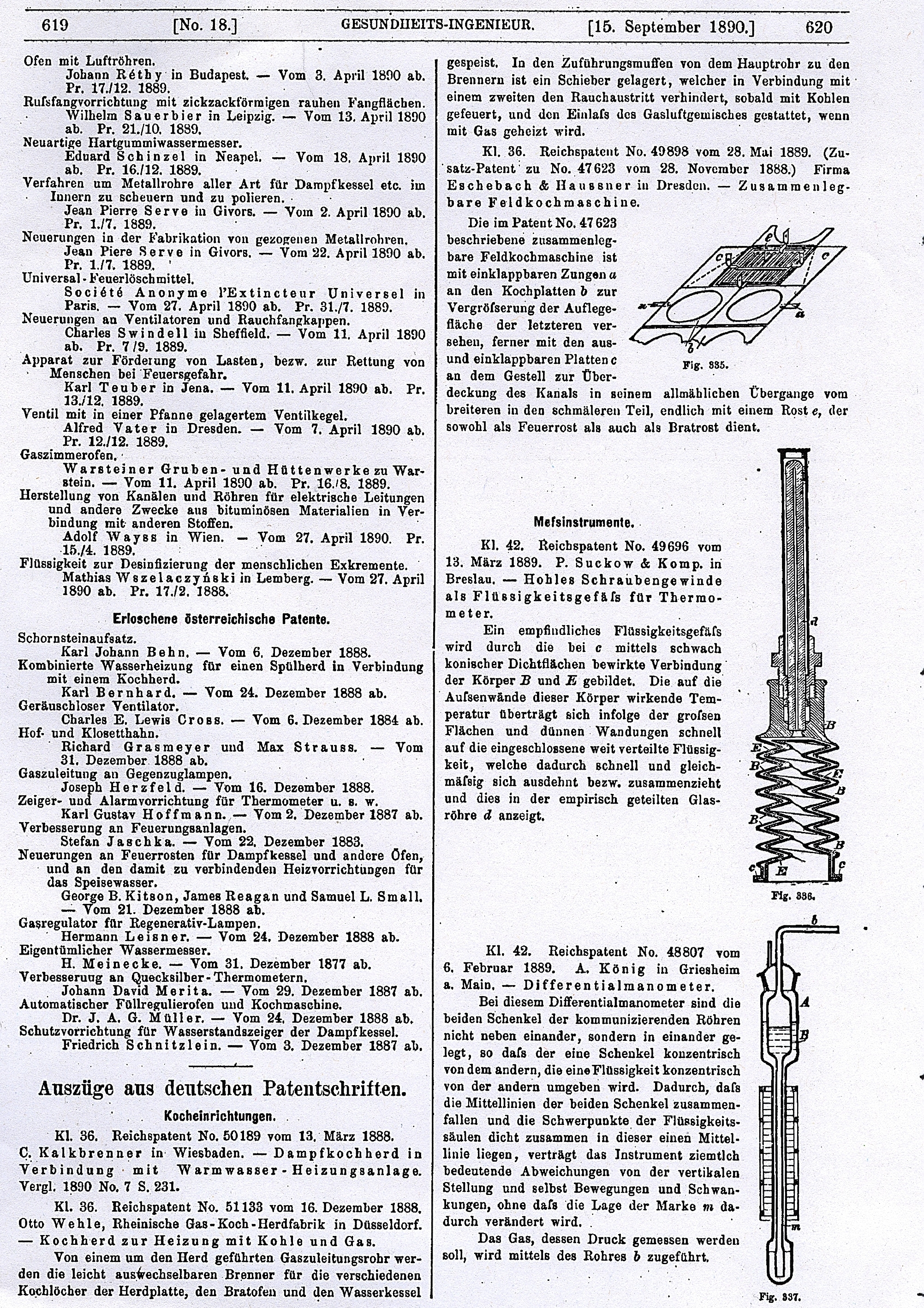
Seite 619 des 13. Jahrgangs 1890

Gesundheits-Ingenieur war der langjährige Titel einer wissenschaftlichen Fachzeitschrift, die ursprünglich ab 1880 von der Gesundheitstechnischen Gesellschaft herausgegeben wurde und zuletzt den Titel GI – Gebäudetechnik in Wissenschaft & Praxis trug.
Ursprung war die Zeitschrift Der Rohrleger, Zeitschrift für Versorgung der Gebäude mit Licht, Wärme, Wasser und Luft, die in nur zwei Jahrgängen (1878 und 1879) im Berliner Verlag Seydel erschien. 1880 lautete der neue Titel kurzzeitig Der Rohrleger und Gesundheits-Ingenieur, wurde aber noch vor Vollendung des Jahrgangs zu Der Gesundheits-Ingenieur verkürzt – wobei der Artikel Der bald wegfiel. Der Untertitel war Zeitschrift für die gesamte Städtehygiene bzw. Zeitschrift für angewandte Hygiene und Gesundheitstechnik in Stadt und Land. Mit der Gründung des Verbandes Deutscher Ingenieure für Heiz- und gesundheitstechnische Anlagen ebenfalls im Jahr 1880 wurde die Zeitschrift dessen Organ. 1885 wechselte die Zeitschrift zum Münchener Verlag R. Oldenbourg. Sie erschien anfangs zweiwöchentlich (also mit 26 Ausgaben pro Jahrgang), zuletzt zweimonatlich (also mit sechs Ausgaben pro Jahrgang).
Der 67. Jahrgang 1944 brach kriegsbedingt nach der vierten Ausgabe ab. Fortgesetzt wurde die Zeitschrift mit dem 68. Jahrgang 1947.
Dem vollendeten 133. Jahrgang 2012 wurde als siebtes Heft ein „Probeheft“ der neuen GI – Gebäudetechnik und Innenraumklima angehängt, die regulär mit der ersten Ausgabe des 134. Jahrgangs 2013 begann. Bereits zum Start des 137. Jahrgangs 2016 wurde der Titel erneut in GI – Gebäudetechnik in Wissenschaft & Praxis geändert. Mit der 4. Ausgabe des 140. Jahrgangs 2019 wurde die Zeitschrift eingestellt.